# Lista de museus de história do povo afro-brasileiro

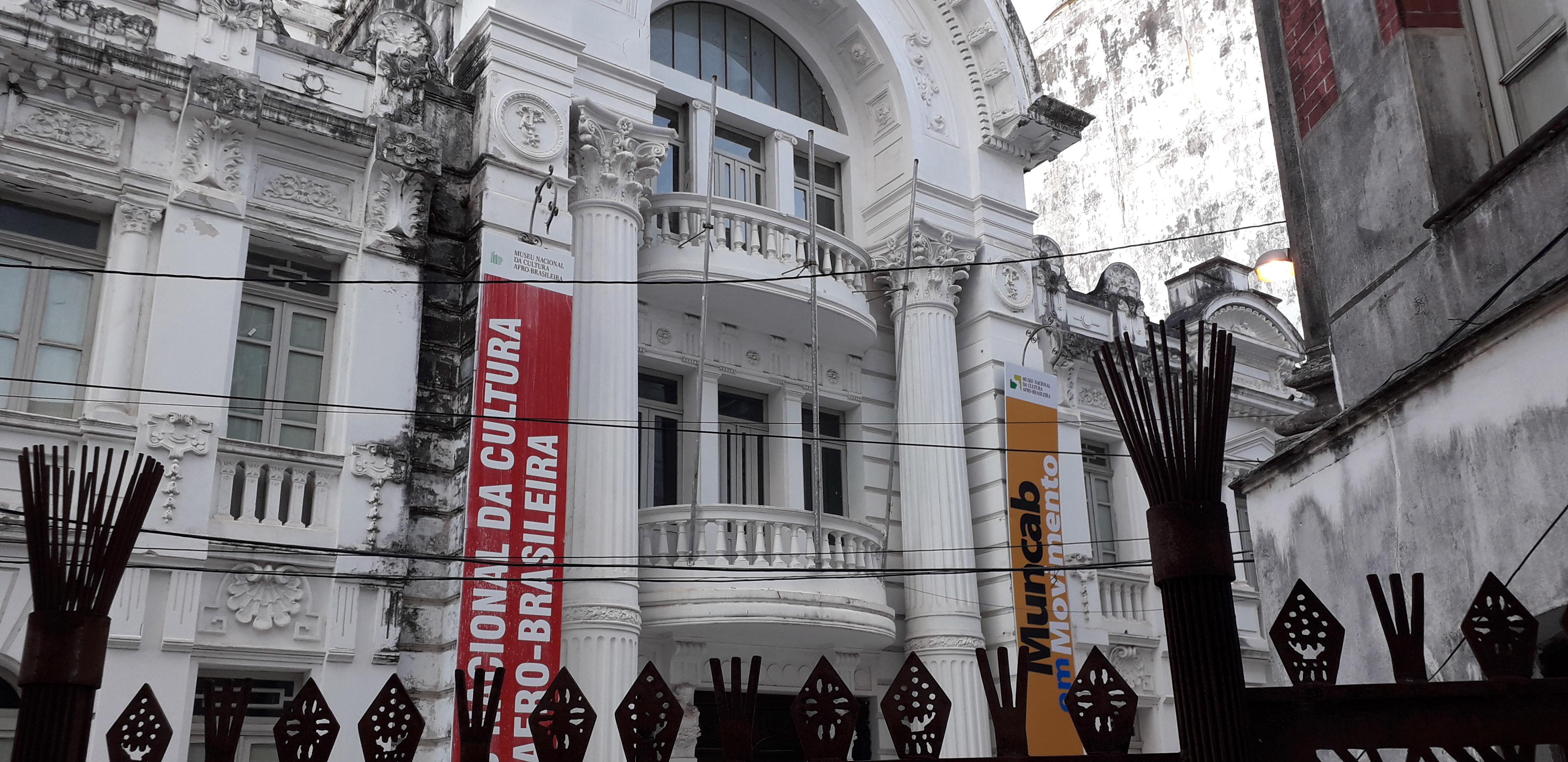
Fachada do Museu Nacional da Cultura Afro-Brasileira (MUNCAB), em Salvador

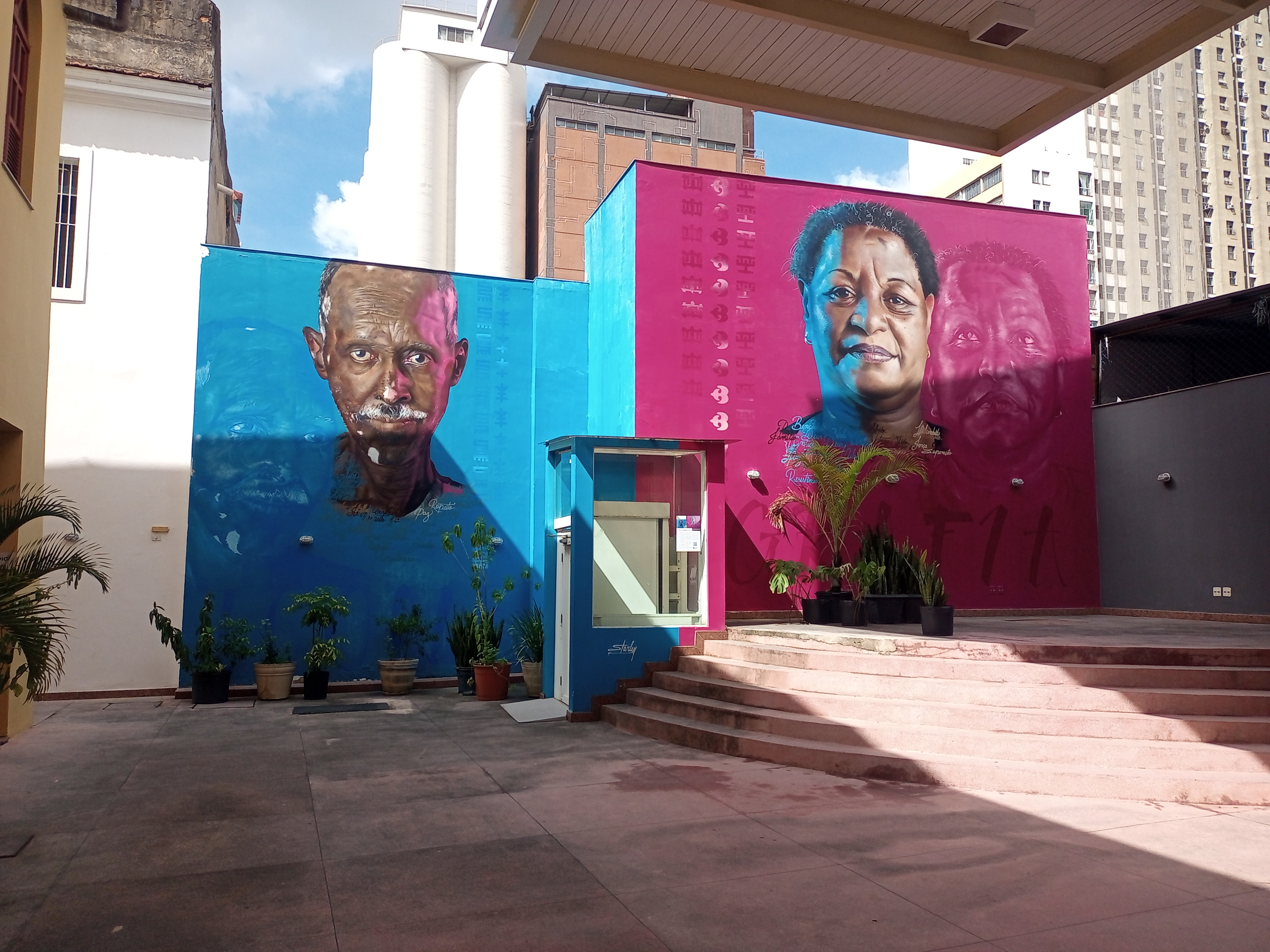
Obra no interior do Museu Capixaba do Negro "Verônica da Pas" (MUCANE), em Vitória, Espírito Santo

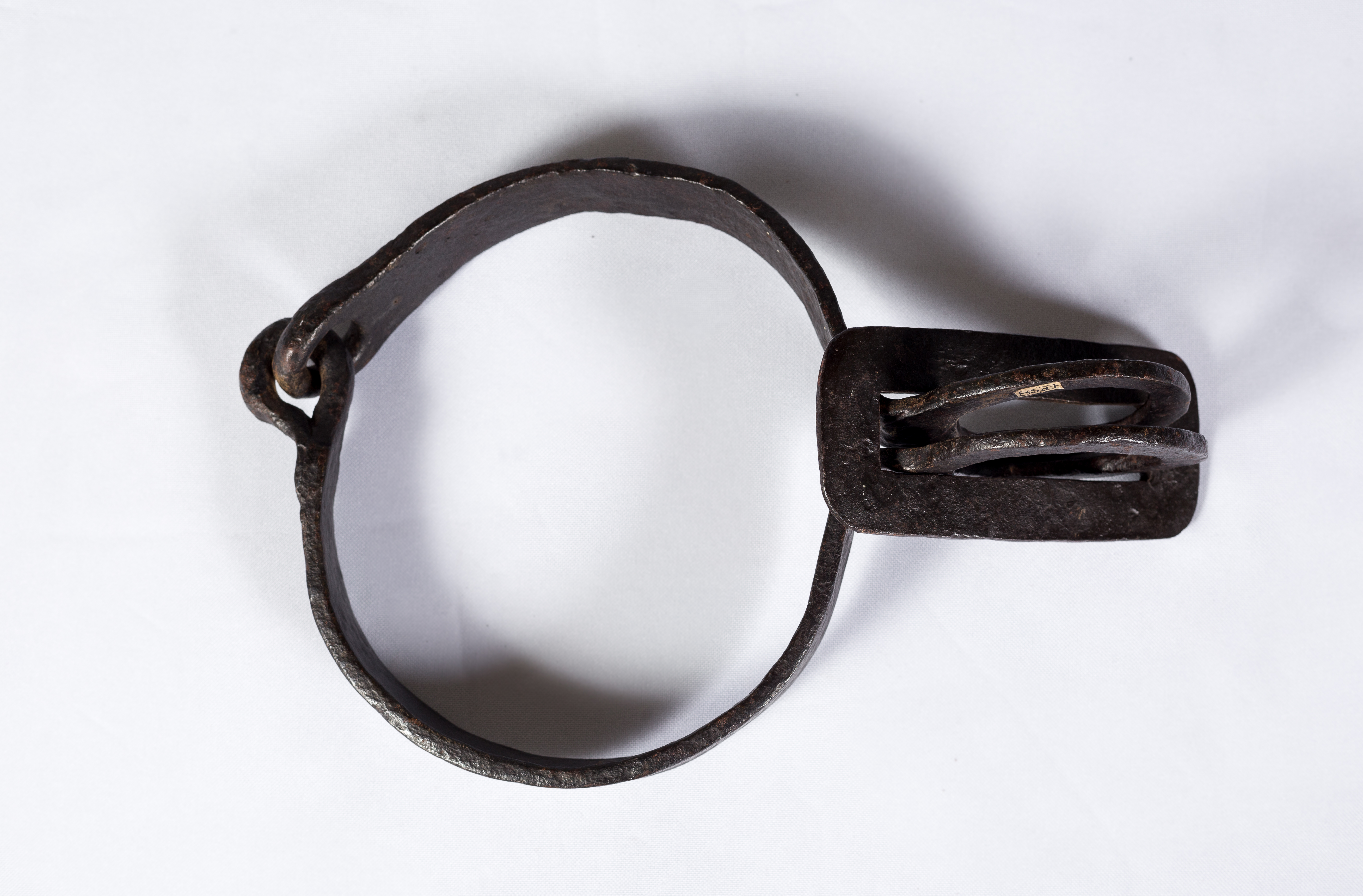
Gargalheira exposta no Museu da Abolição, no Recife

Esta é uma lista de museus de história do povo afro-brasileiro, também referidos como museus afro-brasileiros e museus do negro. A partir do processo da colonização e escravidão no Brasil e do comércio de escravos no Atlântico, o preconceito contra pessoas negras no Brasil é um problema social do país e a informação é vista como principal forma de enfrentamento, incluindo aquela proporcionada pelos museus. Museus sobre a diáspora africana oferecem conhecimento quanto à história da escravidão, o racismo estrutural, a arte e demais expressões culturais negras. Ao contar a história negra, tal ensinamento é capaz de gerar alertas contra o racismo e contra eventual repetição de regimes de segregação racial. Apesar do legado da escravidão, a população afro-brasileira não está restrita a este tema, pois a riqueza cultural dessa parte da população brasileira perpassa por pessoas e suas expressões artístico-culturais (costumes, tradições, arte, música, culinária, fé, literatura), retratados em vários museus pelo país. Assim, embora a história possa ter começado com o tráfico transatlântico em 1538, museus podem recontar a história dos negros no país, incluindo contribuições para a formação brasileira, e promover a identidade afro-brasileira em sua vastidão não limitada a visões estereotipadas, ao regime escravocrata, às lutas contra ele e a certas lutas por direitos civis e direitos humanos em geral.
Tais museus fazem parte de roteiros de afroturismo. E alguns, como o Museu Afro Brasil, o Museu AfroDigital (do Rio de Janeiro) e outros da quatro da Rede Afrodigital, oferecem visitação virtual. E, embora Salvador seja vista como "a capital de cultura africana nas Américas", a "africanidade" não se restringe à Bahia, assim como esses museus estão espalhados pelas regiões brasileiras. Além disso, representam o processo de musealização da escravidão e da cultura negra, pelo qual se busca diálogos e a reparação histórica e se disputa, diante de uma "história oficial" marcada por silenciamentos e apagamentos, o protagonismo e o direito de narrar histórias.
Há museus como o Museu de Arte Moderna da Bahia (MAM-BA) que tem parte de seus acervos relacionados ao povo afro-brasileiro e outros abrigam exposições em virtude do Novembro Negro ou de um projeto de busca por diversidade étnica de artistas representados, porém, não constam nesta lista. Os critérios desta lista seguem as definições da historiadora e museóloga Deborah Silva Santos baseadas nos nomes dos museus: presença de palavras "negro", "afro-brasileiro" e/ou "africano" ou alusões a eventos históricos, datas, trabalho de escravizados, personalidades negras, expressões culturais e religiosas e lugares afro-brasileiros ou africanos. Nessas condições, foram encontrados 51 instituições museológicas no universo de mais de três mil levantadas pelo Instituto Brasileiro de Museus (IBRAM) em 2011 e 2016. O Museu da História e da Cultura Afro-Brasileira (criado em 2017 e situado no Rio de Janeiro) e o Museu de Percurso do Negro em Porto Alegre (criado no início da década de 2000) escaparam dos levantamentos usados de base pela cientista.
| Museu                                                                       | Localização           |
| --------------------------------------------------------------------------- | --------------------- |
| Casa do Benin                                                               | Salvador-BA           |
| Museu do Negro                                                              | São Luís-MA           |
| Museu Digital da Memória Africana e Afro-Brasileira                         | Rio de Janeiro-RJ     |
| Museu da História e da Cultura Afro-Brasileira                              | Rio de Janeiro-RJ     |
| Museu dos Quilombos e Favelas Urbanos                                       | Belo Horizonte-MG     |
| Museu Afro Brasil                                                           | São Paulo-SP          |
| Museu Afro-Brasileiro                                                       | Salvador-BA           |
| Parque Memorial Quilombo dos Palmares                                       | União dos Palmares-AL |
| Museu Afro Cultural Oyá Ní                                                  | Alagoinhas-BA         |
| Museu Último Quilombo                                                       | Boa Vista do Tupim-BA |
| Museu Afro Omon Ajagunan                                                    | Lauro de Freitas-BA   |
| Museu Comunitário Mãe Mirinha de Portão                                     | Lauro de Freitas-BA   |
| Museu Ilê Axé Opo Afonjá                                                    | Salvador-BA           |
| Memorial Lajoumim - Terreiro Pilão de Prata                                 | Salvador-BA           |
| Memorial Mãe Menininha do Gantois                                           | Salvador-BA           |
| Museu Nacional da Cultura Afro-Brasileira                                   | Salvador-BA           |
| Casa da Angola                                                              | Salvador-BA           |
| Memorial Kisimbiê - Águas do Saber                                          | Salvador-BA           |
| Memorial das Baianas de Acarajé                                             | Salvador-BA           |
| Casa do Samba – Centro de Referência do Samba de Roda do Recôncavo da Bahia | Santo Amaro-BA        |
| Memorial da Irmandade de Nossa Senhora da Boa Morte                         | Cachoeira-BA          |
| Memorial Unzo Tombenci Neto                                                 | Ilhéus-BA             |
| Museu Senzala Negro Liberto                                                 | Redenção-CE           |
| Museu Memorial da Liberdade                                                 | Redenção-CE           |
| Museu Afro-Brasileiro de Sergipe                                            | Laranjeiras-SE        |
| Memorial Jackson do Pandeiro                                                | Alagoa Grande-PB      |
| Museu da Abolição                                                           | Recife-PE             |
| Museu do Gonzagão                                                           | Exu-PE                |
| Memorial Luiz Gonzaga                                                       | Recife-PE             |
| Museu de Artes Afro-Brasil Rolando Toro                                     | Recife-PE             |
| Museu Escravo Jacó                                                          | Luís Gomes-RN         |
| Cafuá das Mercês (Museu do Negro)                                           | São Luís-MA           |
| Memorial da Balaiada                                                        | Caxias-MA             |
| Centro de Referência da Cultura Negra                                       | Araxá-MG              |
| Museu do Escravo                                                            | Belo Vale-MG          |
| Museu Capixaba do Negro                                                     | Vitória-ES            |
| Memorial Afro-Valenciano Padre João José da Rocha                           | Valença-RJ            |
| Museu Ode Gbomi                                                             | Nova Iguaçu-RJ        |
| Museu de Favela                                                             | Rio de Janeiro-RJ     |
| Museu da Maré                                                               | Rio de Janeiro-RJ     |
| Museu do Escravo                                                            | Barra do Piraí-RJ     |
| Centro Cultural Cartola                                                     | Rio de Janeiro-RJ     |
| Òsun Ìya Oke Ilê Afro-Brasileiro Ode Lorecy                                 | Embu das Artes-SP     |
| Museu dos Escravos                                                          | São Vicente-SP        |
| Museu da Cultura Africana e Negritude Brasileira                            | Amparo-SP             |
| Museu do Negro de Campinas                                                  | Campinas-SP           |
| Instituto Cultural Babá Toloji                                              | Campinas-SP           |
| Museu Treze de Maio - Museu Afro-Brasileiro                                 | Santa Maria-RS        |
| Museu Digital da Memória Africana e Afro-Brasileira                         | virtual-BA            |
| Museu Digital da Memória Africana e Afro-Brasileira                         | virtual-MA            |
| Museu Digital da Memória Africana e Afro-Brasileira                         | virtual-MT            |
| Museu Digital da Memória Africana e Afro-Brasileira                         | virtual-PE            |